# Louis II d'Anjou
Pour les articles homonymes, voir Louis d'Anjou (homonymie).
Louis II, né le 5 octobre 1377 à Toulouse et mort le 29 avril 1417 à Angers, est roi titulaire de Jérusalem et roi de Sicile, duc d'Anjou, comte du Maine, de Provence et de Forcalquier et seigneur de Guise.
Fils de Louis Ier d'Anjou et de Marie de Blois, il est le cousin du roi Charles VI.

## Biographie
Né à Toulouse, il est proclamé Louis II, roi de Sicile en la cathédrale de Bari en 1384. Il est couronné roi de Sicile à Avignon le 1er novembre 1389, en présence du roi Charles VI de France.

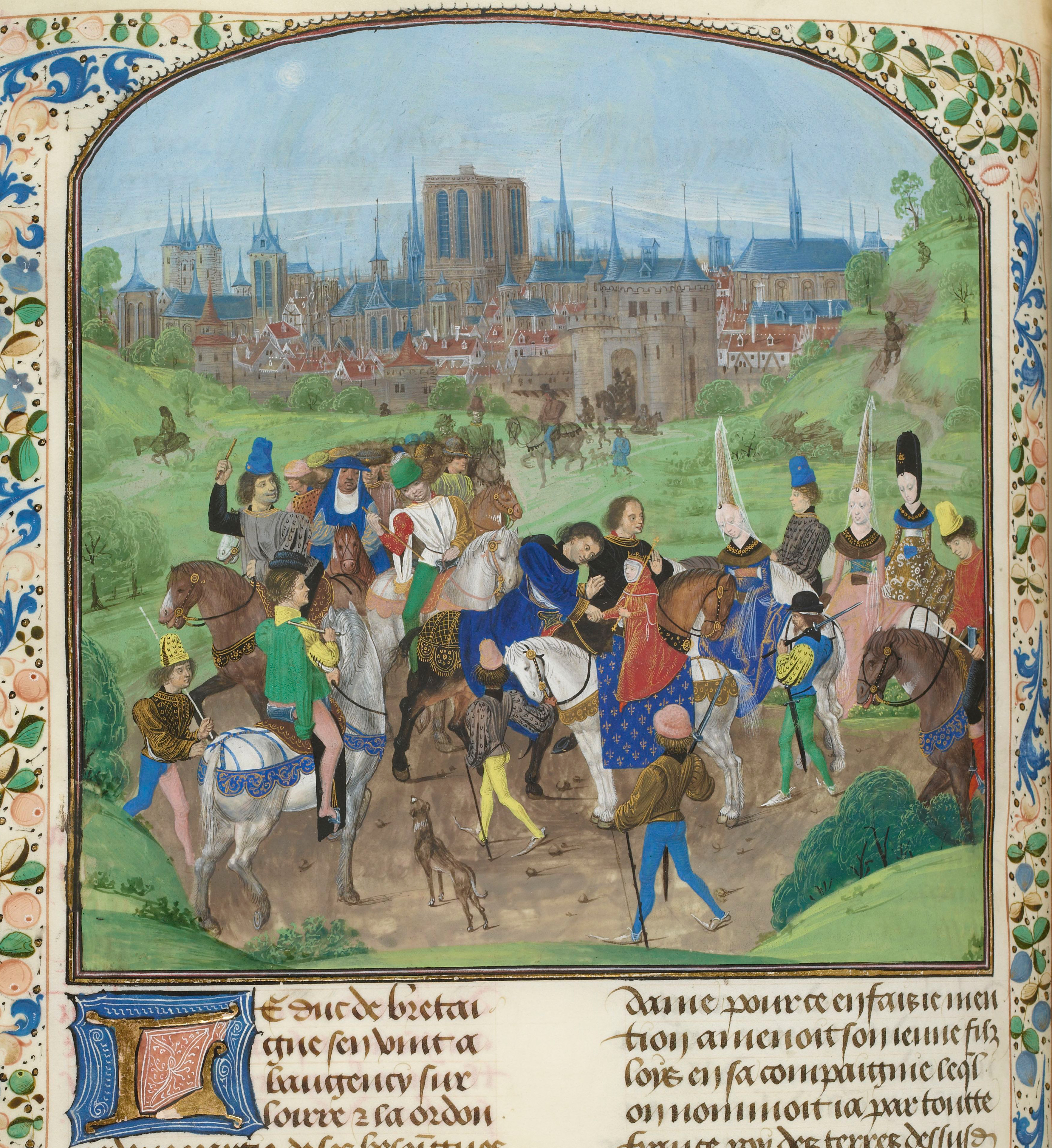
Arrivée à Paris du jeune duc et de sa mère Marie de Blois.
Miniature illustrant les Chroniques de Jean Froissart, Bruges, vers 1475, Paris, BnF, ms. français 2645,.

Le fils de Louis Ier de Naples et de Marie de Blois n'obtient la soumission de la Provence qu'en 1387 à la suite de la désagrégation de l'Union d'Aix. Il fait face aux divagations des routiers, soutient le pape d'Avignon (1403) avant d'adhérer à la soustraction d'obédience, puis d'assurer à Benoît XIII fugitif une relative protection.
Il fait plusieurs tentatives, assez vaines, pour s'imposer à son royaume de Naples.
Comte de Provence, il épouse le 2 décembre 1400 Yolande d'Aragon en la cathédrale Saint-Trophime d'Arles. Sa femme joue par la suite un rôle dans l'entourage politique de son gendre Charles VII.
Il meurt le 29 avril 1417 à Angers.

## Descendance
Avec son épouse Yolande d'Aragon, il a :
- Louis III (1403-1434), duc d'Anjou, roi de Naples, qui lui succède, sans postérité ;
- Marie (1404-1463), épouse du roi de France Charles VII, avec postérité (dont le roi Louis XI) ;
- René (1409-1480), duc d'Anjou, comte de Provence et de Guise, roi de Sicile et de Naples, roi titulaire de Jérusalem par son père ; duc de Bar et roi titulaire d'Aragon par sa mère ; duc de Lorraine par sa femme ; dont postérité ;
- Yolande (1412-1440), épouse de François Ier, duc de Bretagne, postérité ;
- Charles (1414-1472), comte du Maine ; postérité.